# Jacob de Backer
Jacob de Backer, of Jacques, (Antwerpen, ca. 1555 – aldaar, ca. 1585) was een Zuid-Nederlands maniëristische schilder en tekenaar.

Hij verbleef tussen 1565 en 1570 in Italië en werkte verder tussen 1571 tot 1585 te Antwerpen. Hij schilderde voor Jacob del Rio, Abt van Baudeloo, een belangrijk triptiek, thans bewaard in het museum van Gent.

## galerij

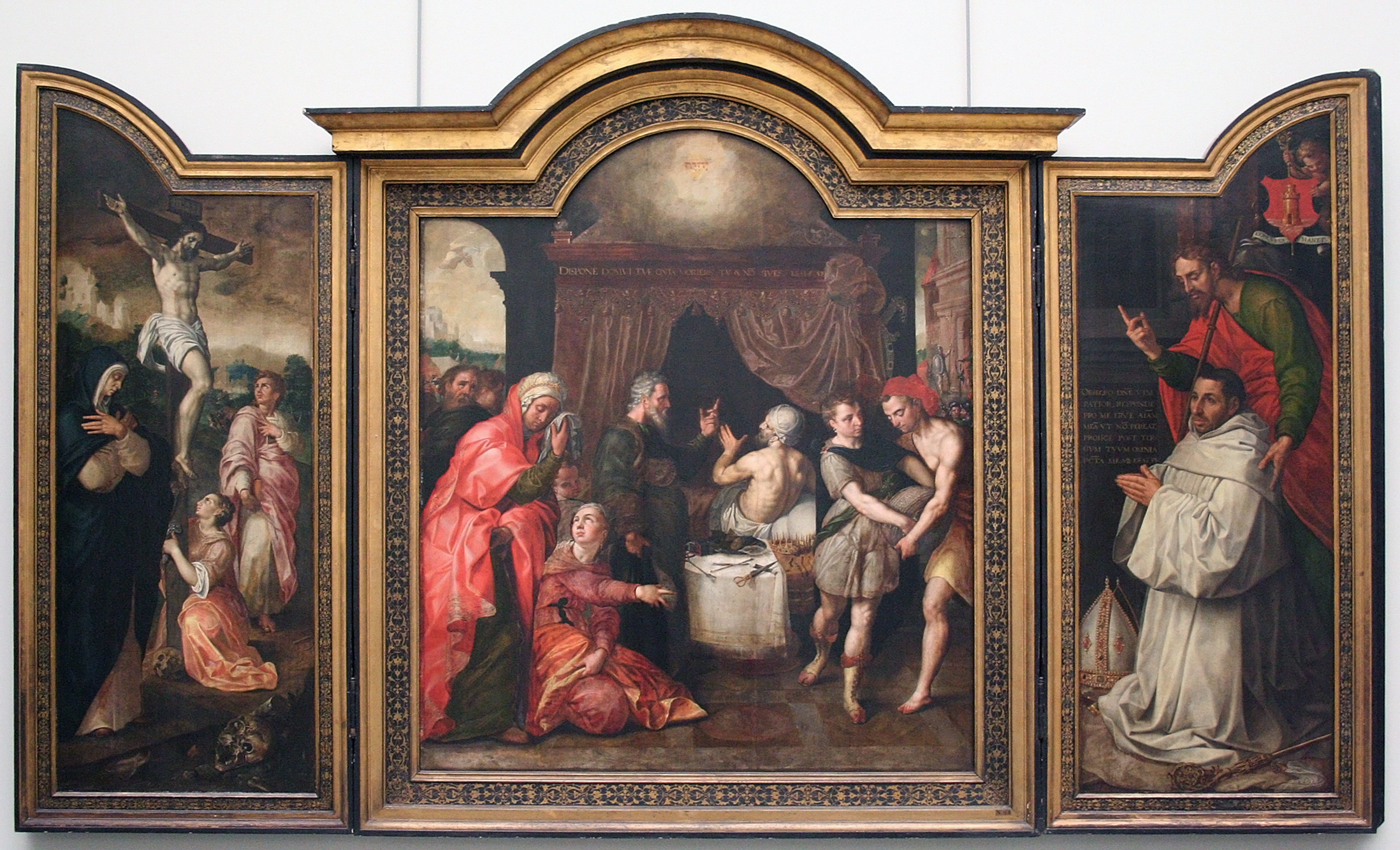
Drieluk met de voorspelling van Hizkia’s genezing, in opdracht van abt del Rio.
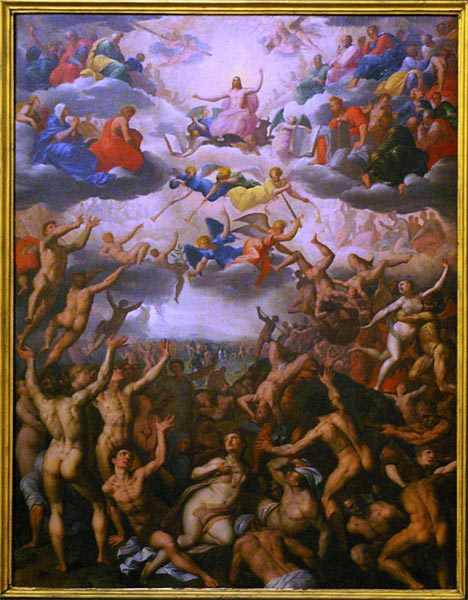
Centraal panel van het Laatste Oordeel, ca. 1589. Onze-Lieve-Vrouwekathedraal

- Biografisch Portaal: 08215016
- Gemeinsame Normdatei: 119372819
- Library of Congress Control Number: no2008020734
- RKD-Nederlands Instituut voor Kunstgeschiedenis: 3397
- Union List of Artist Names: 500126135
- Virtual International Authority File: 96611660
- WorldCat: E39PCjHMKV3mg9M3kdDJPw79ym